# Bradley Dredge
Bradley Dredge (nascido em 6 de julho de 1973) é um jogador galês de golfe profissional. Profissionalizou-se em 1996 e já venceu quatro títulos no profissional, dois do European Tour, e outros dois, do Challenge Tour.

## Títulos

### European Tour (2)
| N.º | Data                   | Torneio                | Placar                | Margem    | Vice-campeões                                   |
| --- | ---------------------- | ---------------------- | --------------------- | --------- | ----------------------------------------------- |
| 1   | 23 de março de 2003    | Madeira Island Open    | −16 (69-72-60-71=272) | 8 tacadas | Fredrik Andersson, Brian Davis, Andrew Marshall |
| 2   | 10 de setembro de 2006 | Omega European Masters | −17 (68-67-65-67=267) | 8 tacadas | Francesco Molinari, Marcel Siem                 |

### Challenge Tour (2)
- 1997 – Klassis Turkish Open
- 1999 – Is Molas Challenge